# Saphanus piceus
Смоляник чорний (лат. Saphanus piceus (Laicharting, 1784)) — вид жуків з родини Скрипунових. 

## Розповсюдження
Глобальний ареал виду Смоляника чорного охоплює північно-східне Середземномор'я, південь Центральної Європи і Крим . 
В Україні вид поширений на південному березі Криму і Кримських Горах.